# مارلینگفورد و کولتون
مارلینگفورد و کولتون (به انگلیسی: Marlingford and Colton) یک محله مدنی و روستا در بریتانیا است که در South Norfolk واقع شده‌است. مارلینگفورد و کولتون ۶٫۶۲ کیلومتر مربع مساحت و ۳۷۵ نفر جمعیت دارد.